# C/-43 K1 (комета Цезаря)
C/-43 K1, Комета Цезаря, також відома в давнину як Sidus Iulium («Юліанська зірка»); Caesaris astrum («Зірка Цезаря») — небесне тіло, довгоперіодична комета, одна з найвідоміших комет стародавнього світу, семиденний спалах якої спостерігався в липні 44 або 43 року до н. е. у північно-східному небі над Римом. Її появу римляни витлумачили як знак обожнення нещодавно вбитого диктатора Юлія Цезаря (100–44 роки до н. е.).

## Поява комети

C/-43 K1: схід комети на північному сході неба (Римський Форум, 23 липня 43 року до н. е., 16:40-23:40 за місцевим часом)

Після смерті Цезаря (15 березня 44 року до н. е.) у небі над Римом з'явилася комета. Римські та грецькі джерела повідомляють подробиці, подібні до свідчень про комету, помічену в Китаї та Кореї того ж року. Найдавніша згадка про комету належить Августу, наступнику Цезаря та першому римському імператору.
Комета Цезаря відома античним авторам як лат. Sidus Iulium (Юліанська зірка) або лат. Caesaris astrum (зірка Цезаря). Точна дата тих подій донедавна була невизначеною. Зазначалося, що яскрава комета, видима вдень, раптово з'явилася «під час ігор Венери Праматері». За словами Светонія, комета, яка зійшла близько одинадцятої години, сяяла протягом семи днів, і вважалося, що це була душа Цезаря, прийнята на небо".
Едмонд Галлей вважав, що це сталося у вересні 44 року. Згодом цю дату уточнили. Храм Венери Праматері урочисто відкрили 26 вересня 45 року до н. е. 
Учені з Університету Іллінойсу в Чикаго — Джон Т. Ремсі (філолог) і А. Льюїс Ліхт (фізик) — звернули увагу на те, що незабаром ігри Венери об'єднали з новими іграми Переможного Цезаря (лат. Ludi Victoriae Caesaris), які відбулися приблизно 20–23 липня 43 року до н. е. Водночас, цитуючи цих дослідників, Ґері Кронк, автор семитомної «Кометографії» припускається помилки, оскільки стверджує, що комета з'явилася після смерті Юлія Цезаря 15 березня 43 року до н.е. Натомість Цезар помер не 43, а 44 року до н.е.

### Ранні свідчення про комету

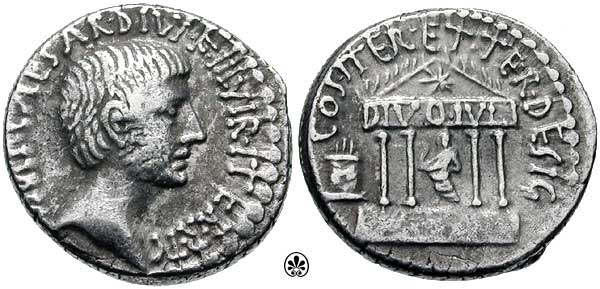
Храм Божественного Юлія із зображенням зірки-комети (праворуч). Денарій 36 року до н.е.

Опис небесного явища зробив Пліній у «Природничій історії» 77 року нашої ери. Розповідь Августа про комету передав римський історик Светоній у своїй праці «Життя дванадцяти цезарів» (120 р. н. е.).
Близько 63 року римський філософ Луцій Анней Сенека у своїх «Дослідженнях про природу» повідомив про комету, яка «вибухнула після смерті обожненого Юлія, під час ігор на честь Венери Праматері, близько одинадцятої години дня». У подальшому про комету згадували Кальпурній Сікул в «Еклогах I» (60), Плутарх у «Порівняльних життєписах» (100), Діон Кассій у «Римській історії» (229), Юлій Обсеквент у «Книзі знаків» (IV століття) і Сервій у своїх коментарях до «Еклога» та «Енеїди» Вергілія (IV століття). Сервій зазначив, що комету спостерігали протягом трьох днів у денний час.

### Спостереження в Китаї
За межами Європи комету було видно в Китаї і Кореї. Бан Ґу в літописі Ханьшу розповідає про «зірку–мітлу», яка з'явилася між 18 травня і 16 червня 43 року до н. е. Він також надає астрономічні деталі цього явища, і повідомляє, наприклад, про довжину хвоста. Корейські повідомлення можливо не оригінальні, а запозичені з китайських джерел

## Культ комети і божественного Юлія Цезаря
Пліній у своїй «Природничій історії» повідомляв про шанування комети в Римі: «Лише в одному місці на землі, а саме в храмі в Римі, поклоняються кометі, яку божественний Август вважав дуже щасливою для себе. Вона з'явилася на початку його правління під час ігор, які він незабаром після смерті свого батька, Юлія Цезаря, влаштував від імені ним же заснованої колегії на честь Венери Праматері.
Він оголосив свою радість такими словами: „Саме в дні моїх ігор кудлата зірка протягом семи днів виднілася в північній частині неба. Вона сходила близько одинадцятої години дня і була яскравою і помітною в усіх землях. Простий народ вірив, що ця зірка означає душу Цезаря, прийняту серед безсмертних богів. З нагоди цієї події знаком у вигляді косматої зірки прикрасили статую Цезаря, нещодавно освячену на Форумі“. Так говорив Август публічно; але в душі він тріумфував, вважаючи цю комету породженою заради нього самого і себе народженим нею. І, якщо говорити по правді, це було благотворно для країни».

## Комета на римських монетах

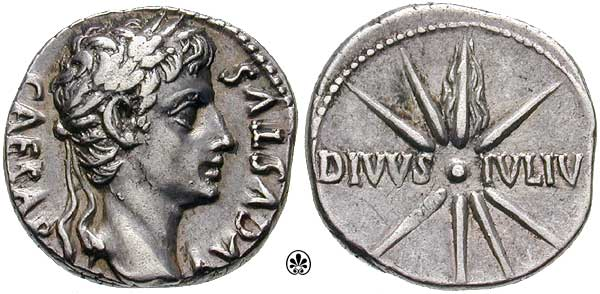
Монета, викарбувана Августом (бл. 19–18 рр. до н. е.); аверс: CAESAR AVGVSTVS, реверс: DIVVS IVLIV[S], комета (зірка) з вісьмома променями і хвостом догори

Спочатку на римських монетах зірка асоціювалася з близнюками Кастором і Полідевком, як богами ранкової й вечірньої зорі або, за іншою версією сузір'ям Близнят. Наприкінці ІІ століття вона також з'явилася на монетах із зображенням Роми та Марса, а в наступному сторіччі — з Аполлоном, Вікторією, Меркурієм та Юпітером. Цезар використав її на іспанському денарії з Венерою, можливо, спираючись на уявлення про богиню як вечірню зірку, яка привела Енея до Італії. 44 року до н. е. монетар П. Сепуллій Мацер із зіркою викарбував Цезаря, першого смертного. Зірка з'являється на ауреях і денаріях під погруддям Марка Антонія, що, радше, вказує на його посаду жерця культу Божественного Юлія. Отже, початково Юліанська зірка, виникла незалежно від комети. Кеннет Скотт припускає, що комета на монетах з'явилася незалежно від попередніх зображень. На пізніших монетах, які, ймовірно, вийшли ближче до кінця війни Октавіана із Секстом Помпеєм, зірка повністю замінює зображення й ім'я Цезаря, виразно уособлюючи його божественність.
Найчіткіша і найдавніша вказівка на зв'язок Цезаря з кометою з'явилася під час Вікових ігор 17 року до н. е. Монетар М. Санквіній на реверсі монети зобразив комету над головою чоловіка у вінку, який, за припущеннями нумізматів, є або молодий Цезар, геній світських ігор, або Юлій, син Енея. Ці монети зміцнили уявлення про нерозривний зв'язок між Юлієм Цезарем й Августом. І, нарешті, на монетах іспанського карбування зображена восьмипроменева комета зі словами DIVVS IVLIVS, що означає Божественний Юлій.

## У літературі
Про роль комети в обожнюванні Юлія Цезаря йдеться в «Метаморфозах» Овідія (8 р. н. е., XV, 745—842):

| Все-таки цей Рятівник був прибульцем у наших святинях,— Цезар став богом на рідній землі. Та не Марс і не тога,— Хоч незрівнянний був тут, як і там,— не звитяжницькі війни, Не громадянські діла і не звершень окрилена слава Перетворили його, на незнану зорю, на комету,— Ні, він засяяв нащадком своїм: із діянь величавих Найвидатніше — що саме його йменував своїм сином[11] |
У трагедії «Юлій Цезар» Вільяма Шекспіра (1599) дружина Цезаря говорить про фатальний ранок убивства свого чоловіка: «Смерть бідняків комет не накликає, А смерть царів запалює все небо».

## Сучасні дослідження
У 1997 році Джон Т. Ремсі та А. Льюїс Ліхт опублікували книгу, в якій порівнюють астрономічні й астрологічні відомості з ханьського Китаю та Риму.
Комета була відносно яскравим об'єктом, коли її бачили в Китаї. Потім вона згасла, але за місяць стався різкий спалах, який знову зробив комету об'єктом для спостереження неозброєним оком до кінця липня. Пінґре в 1783 році у своїй «Кометографії» стверджував, що китайські та римські комети, ймовірно, не пов’язані між собою. Рамсі та Ліхт спростували його доводи. Історично задокументоване виверження Етни того ж року дало пояснення, чому комету можна було побачити в Китаї уже в травні-червні, а в Римі лише не раніше липня.
Аналіз учених, заснований на історичних свідченнях очевидців, китайських астрономічних записах, астрологічній літературі пізньої античності та крижаних кернах льодовиків Гренландії, дав низку параметрів орбіти гіпотетичного об'єкта. Вони зупинилися на точці перигелію 0,22 а.о. для об'єкта, який було видно з хвостом з китайської столиці Чан'ань (наприкінці травня) і як зіркоподібний об'єкт з Риму (наприкінці липня):
- 18 травня 43 р. до н. е. (Китай)
- 23–25 липня 43 р. до н. е. (Рим)
- Видима зоряна величина: −4,0[2][6].

## Орбіта
Через неточність даних спостережень для комети Цезаря вдалося визначити лише параболічну орбіту, яка нахилена приблизно на 110 ° до екліптики. Вона рухається по своїй орбіті в протилежний бік (ретроградно), як і планети. 25 травня 43 року до н. е. досягла найближчої до Сонця точки орбіти (перигелій) і перебувала приблизно в 33 мільйонах кілометрів від Сонця в межах орбіти Меркурія. Через добу вона пройшла повз Венеру на відстані близько 90 млн км. Вже 12 травня і знову 1 серпня комета наблизився до Землі приблизно на 1 а.о./150 млн км.

## Греко-римські джерела
- * Гай Светоній Транквілл. Життєписи дванадцяти цезарів / перекл. з латин. П. Содомора. — Львів : Сполом, 2012. — 280 с.
- Сенека, Дослідження про природу. VII 17:2
- Сервій, Коментарі до Енеїди. VIII 681
- Кассій Діон XLV 7.1
- Горацій, Од. I 12.46
- Вергілій, Еклог, 9:46 і далі та Енеїда VIII 68